# Lo Llinar
Lo Llinar, és un indret del terme municipal d'Abella de la Conca, a la comarca del Pallars Jussà.
Està situat en el sector occidental del terme, al sud-oest de la vila d'Abella de la Conca. És al costat nord-est de Cal Moixarda, a ponent de les Costetes i a llevant de Vilaró. Pertany a la partida de les Vielles.

## Etimologia
El nom d'aquest lloc prové de la planta del lli, antigament molt abundosa en aquest lloc. Es tracta, així doncs, d'un topònim romànic modern, de caràcter descriptiu.